# Rüdiger Schleicher

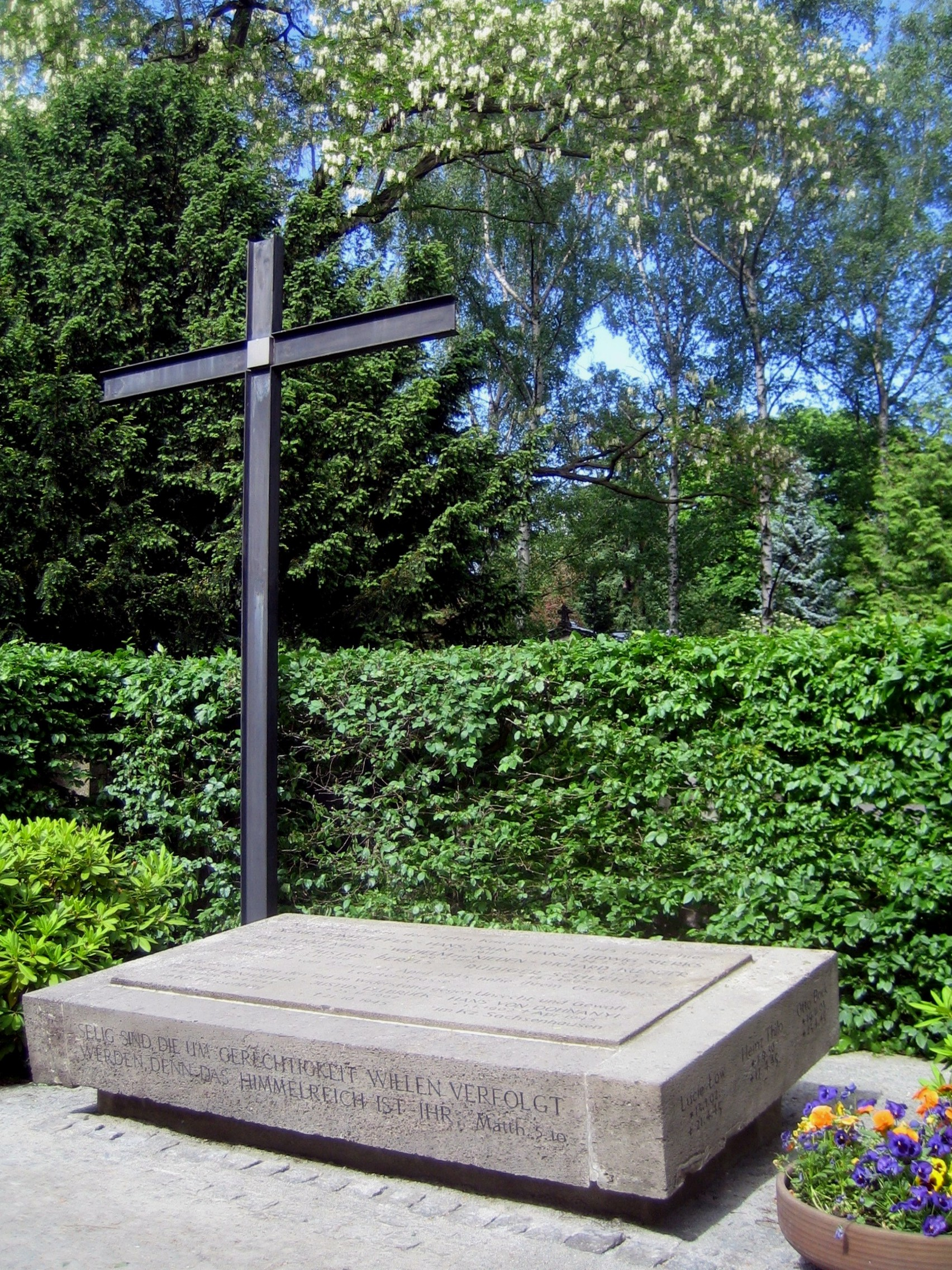
Grab Rüdiger Schleichers auf dem Dorotheenstädtischen Friedhof

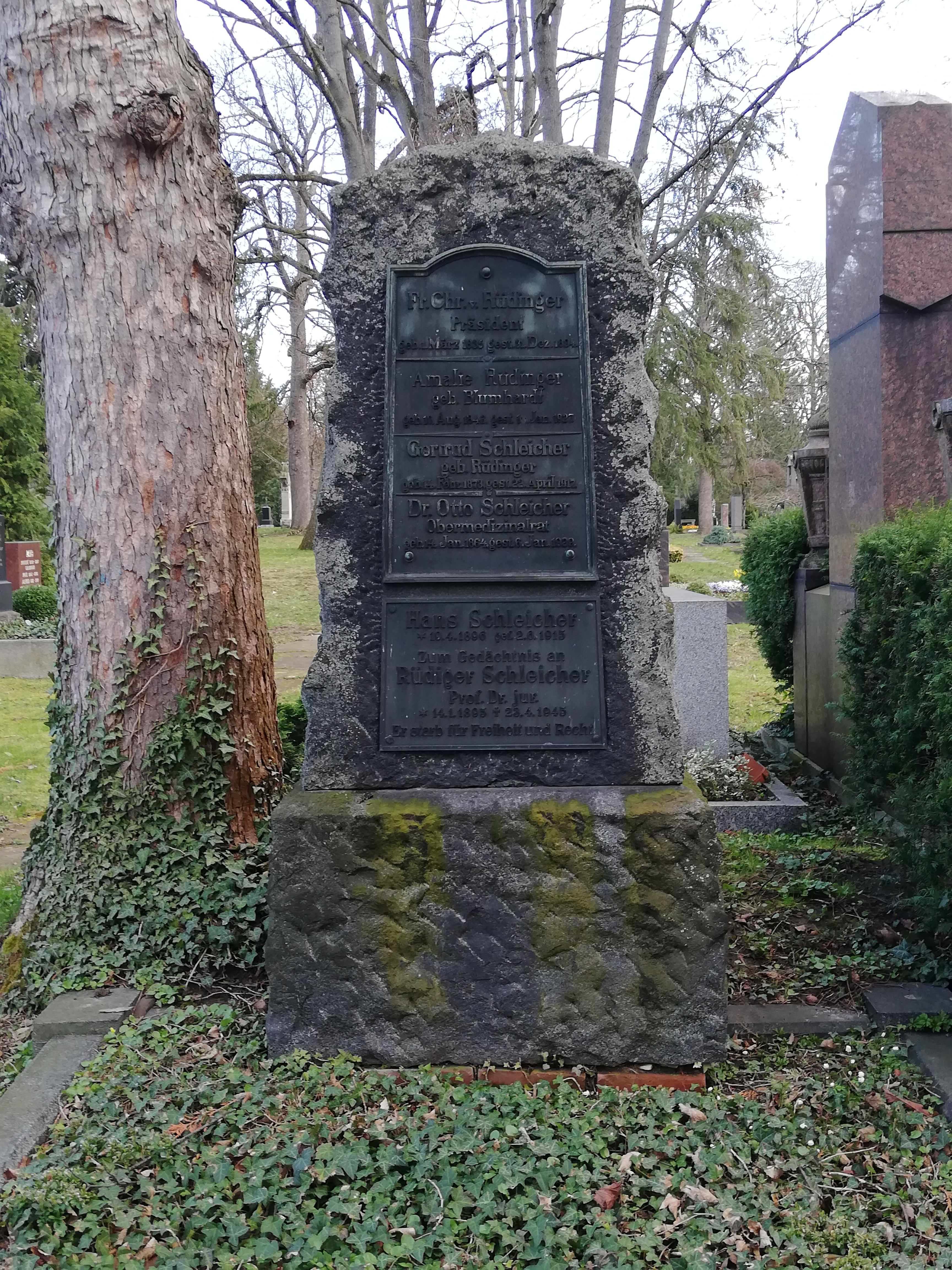
Gedenktafel auf dem Familiengrab Rüdinger-Schleicher auf dem Stuttgarter Pragfriedhof

Rüdiger Schleicher (* 14. Januar 1895 in Stuttgart; † 23. April 1945 nahe dem Zellengefängnis Lehrter Straße in Berlin) war ein deutscher Jurist, Pionier des Luftrechtes und Widerstandskämpfer gegen den Nationalsozialismus.

## Leben
Schleicher stammte aus einer alten württembergischen Familie, sein Großvater Friedrich von Rüdinger war Präsident der königlichen Oberregierung. Rüdiger Schleicher war verheiratet mit Ursula Bonhoeffer (* 1902; † 1983), einer Tochter von Karl Bonhoeffer und Schwester von Dietrich und Klaus Bonhoeffer. Eine gemeinsame Tochter war Renate (* 1925; † 2019), die im Alter von 17 Jahren 1943 Eberhard Bethge heiratete, den Theologen und Freund ihres Onkels Dietrich Bonhoeffer.
Schleicher studierte Rechtswissenschaft und promovierte 1923 mit einer Dissertation über Internationales Luftfahrtrecht in Tübingen, wo er Mitglied der Akademischen Verbindung Igel wurde. Nach Tätigkeiten im württembergischen Staatsdienst und in der Deutsch-Amerikanischen Schiedskommission im Auswärtigen Amt wurde er 1927 Beamter im Reichsverkehrsministerium. 
Zum 1. Mai 1933 trat er der NSDAP bei und wurde in das neu gegründete Reichsluftfahrtministerium versetzt. Dort leitete er ab 1935 als Ministerialrat die Rechtsabteilung. Am 14. August 1939, zwei Wochen vor Kriegsbeginn, wurde Schleicher als Leiter der Rechtsabteilung durch Christian von Hammerstein abgelöst und auf eine Referentenstelle im Allgemeinen Luftamt versetzt. Die Regierung lehnte sein Eintreten für die Regeln des Völkerrechtes, des Kriegsächtungspaktes (Briand-Kellogg-Pakt) und der Haager Landkriegsordnung in Publikationen und Vorträgen ab. Als Honorarprofessor übernahm Schleicher 1939 als Nachfolger von Hans Oppikofer zusätzlich die Leitung des Instituts für Luftrecht an der Technischen Hochschule Berlin und die Herausgabe der Zeitschrift Archiv für Luftrecht. Das Institut wurde in der Folgezeit für konspirative Treffen des Widerstands genutzt.
Im Fall des Gelingens des Attentats vom 20. Juli 1944 sollte Schleicher für die Neuorganisation der Luftfahrt zuständig werden. Nach dem Scheitern des Attentats erklärte Schleicher im Verhör, er lehne das NS-Regime ab. Zur Herbeiführung eines Ausgleichs mit den westlichen Kriegsgegnern müsse Hitler abtreten.

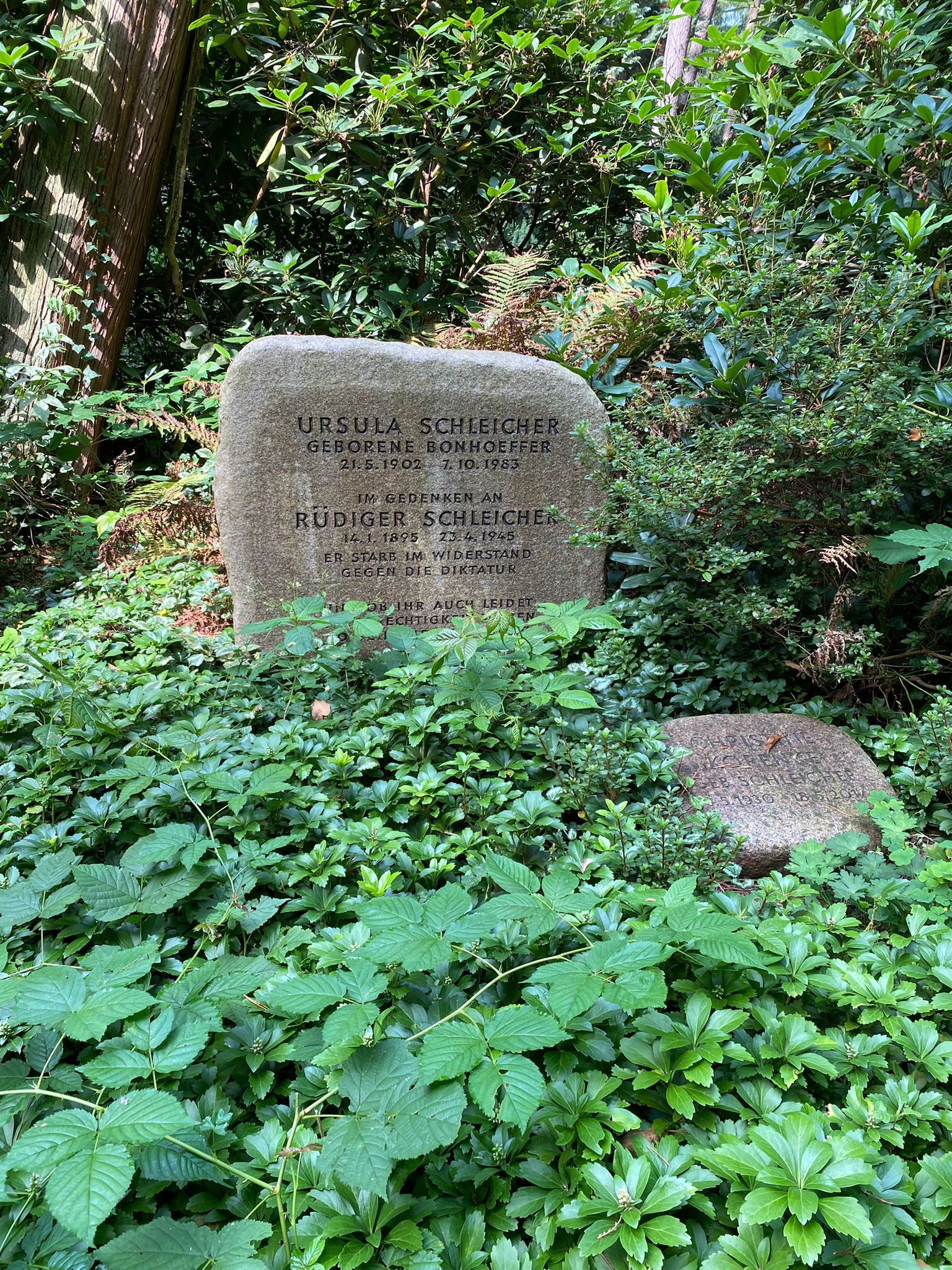
Grabstätte Ursula Schleicher auf dem Waldfriedhof Aumühle

Am 2. Februar 1945 wurde Schleicher vom Volksgerichtshof unter dem Vorsitz von Roland Freisler zum Tode verurteilt. Freisler starb einen Tag später während eines amerikanischen Luftangriffs, als er auf dem Weg in den Keller des Volksgerichtshofs von einem Bombensplitter getroffen wurde. Der von der Straße herbeigerufene Arzt, der jedoch nur noch Freislers Tod feststellen konnte, war ironischerweise der Bruder Schleichers.
Mit zwölf Mitgefangenen, darunter seinem Schwager Klaus Bonhoeffer, seinem Assistenten Hans John und Friedrich Justus Perels, wurde Schleicher in der Nacht vom 22. auf den 23. April 1945 erschossen. Seine letzte Ruhestätte fand er auf dem Dorotheenstädtischen Friedhof in Berlin-Mitte. Am Familiengrab Rüdinger/Schleicher auf dem Stuttgarter Pragfriedhof erinnert eine Gedenktafel mit der Inschrift „Er starb für Freiheit und Recht“ an ihn. Auch auf dem Grabstein seiner Frau auf dem Waldfriedhof in Aumühle wird seiner gedacht.
Der von ihm begründete Kommentar zum Luftverkehrsgesetz (1933, 2. Auflage 1937) wurde nach seinem Tode fortgeführt (Schleicher/Reymann/Abraham: Das Recht der Luftfahrt, 3. Auflage 1960/1966).